# Pardavé
Pardavé es una localidad española, perteneciente al municipio de Matallana de Torío, en la provincia de León y la comarca de la Montaña Central, en la Comunidad Autónoma de Castilla y León. 
Situado a la margen izquierda del Río Torío. Dispone de un  puente de origen medieval que sigue en uso y da servicio a esta localidad.

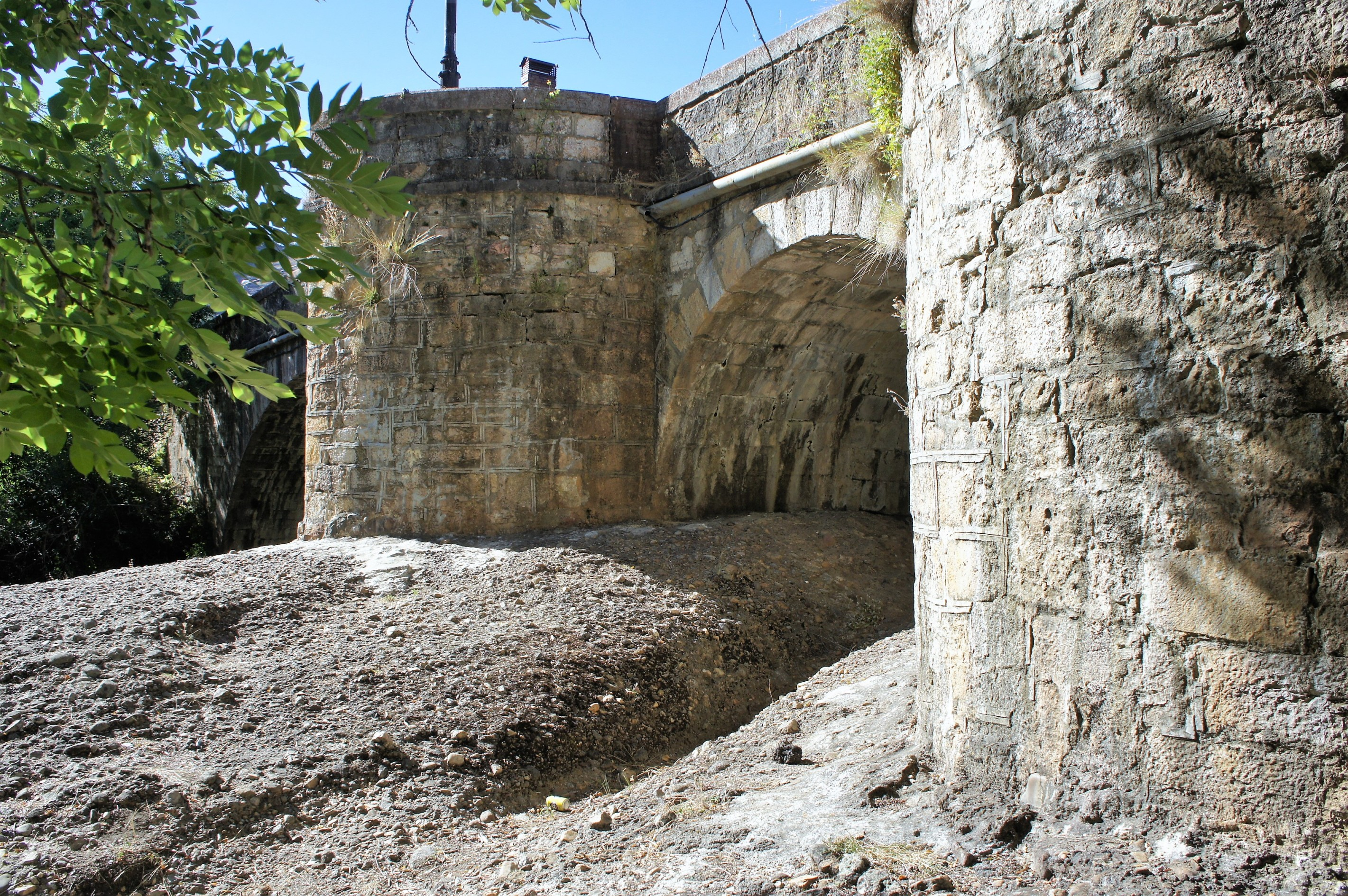
Puente de Pardavé

Los terrenos de Pardavé limitan con los de Barrio de la Estación, Robles de la Valcueva y La Valcueva al norte, Aviados, Campohermoso y La Vecilla al noreste, La Candana de Curueño, Sopeña de Curueño al este, Pardesivil y La Mata de Curueño al sureste, Pedrún de Torío, Matueca de Torío y Fontanos de Torío al sur, La Seca de Alba y Cascantes de Alba al suroeste, La Robla, Brugos de Fenar, Rabanal de Fenar y Candanedo de Fenar al oeste y Solana de Fenar, Robledo de Fenar y Naredo de Fenar al noroeste.
Perteneció al antiguo Concejo de Vegacervera.